# Tumba de Rafael

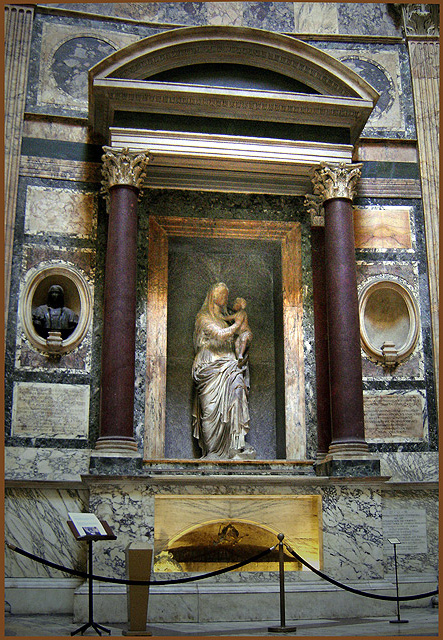
Vista de la tumba, en su estado actual, bajo la hornacina de la Madonna del Saso.

La Tumba de Rafael es el espacio que alberga los restos de este pintor y lo conmemora, se encuentra situada en el Panteón de Roma.

## Historia
Rafael murió el 6 de abril de 1520, Viernes Santo, en Roma. Se cumplió su deseo de ser enterrado en el Panteón, pero tuvo que hacerse de forma rápida, por el tiempo litúrgico en el que se encontraban. El lugar exacto de su ubicación en el Panteón se perdió con el paso del tiempo, aunque se suponía que debía de estar bajo la estatua de la Madonna del Sasso, encargada por el artista a su amigo el escultor Lorenzo Lotti para presidir su sepulcro. Como muestra de la fama alcanzada por Rafael en el momento de su muerte, sirva el contenido de una carta enviada por Pandolfo Pico della Mirandola a Isabel de Este, marquesa consorte de Mantua; el día siguiente de la muerte del pintor:
A Vuestra Excelencia, que por ahora no será informada de otra cosa que de la muerte de Rafael de Urbino, que murió anoche, que fue la del Viernes Santo, dejando a esta corte en grande y universal luto por la pérdida de la esperanza de grandes cosas que se esperaban de Aquel, que había honrado esta época. Y en verdad, por lo que se dice, toda gran cosa se podía permitir de él, por las cosas cosas suyas ya hechas, y por los comienzos que dio a mayores empresas. De esta muerte han querido los Cielos mostrar una de las señales que mostraron en la Muerte de Cristo cuando «Lapides scisi sunt», así el palacio del Palacio del Papa se abrió de modo que trajo la ruina, y su Santidad por miedo huyó de sus puestos, y ha ido a alojarse en los que hizo el Papa Inocencio. Aquí no se habla de otra cosa sino de la muerte de este hombre de bien, que al fin de sus sus 33 años, terminó su primera vida. Pero la segunda, que es la de la fama que no está sujeta al Tiempo, ni a la muerte será perpetua, tanto por sus obras como por los trabajos de los sabios que escribirán en su honor, a los que no faltará sujeto.
Además, Pandolfo continuaba diciendo:
Detto Raphaello honoratissimamente è stato sepulto a la Rottunda ove lui ha ordinato che se gli fazi a sua memoria una sepultura da mille ducati et altre tanti ha lassato per dottar la cappella ovi serà detta sepultura, ha dato anchor 300 ducati a ciascun suo servitore.

(En español, fue honorablemente enterrado en la Rottunda [el Panteón] donde ordenó que se hiciera una tumba en su memoria. Una tumba de mil ducados y muchos más dejó para decorar la capilla donde estará dicho sepulcro, ha dado también 300 ducados a cada uno de sus sirvientes.)
En 1674, Carlo Maratta, realizó una reforma de la tumba abriendo dos óculos ovalados a ambos lados del altar.
Siglos después, el escultor Giuseppe Fabris, regente de la Academia de los Virtuosos del Panteón, propuso en 1833 comprobar si en el lugar tradicionalmente identificado como tumba de Rafael en el Panteón, se encontraban verdaderamente sus restos mortales.
Tras obtener las autorizaciones pertinentes, el 9 de septiembre de 1833, se comenzaron los trabajos para confirmar que el lugar tradicionalmente identificado con la sepultura de Rafael, albergaba verdaderamente sus restos. Los trabajos se encontraban dirigidos por una serie de altas instituciones romanas: 
- la propia Academia de los Virtuosos del Panteón;
- la Academia de San Lucas;
- la Comisión general de bellas artes de los Estados Pontificios; y
- la Pontificia Academia Romana de Arqueología.

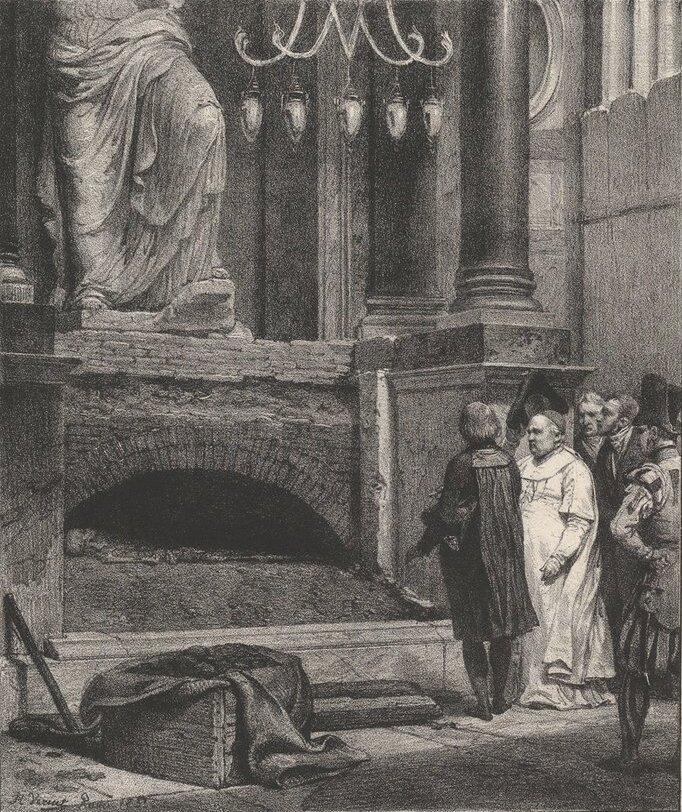
Los restos descubiertos siendo visitados por el cardenal Placido Zurla, vicario general de la diócesis de Roma el día de su descubrimiento, 14 de septiembre de 1833. (Grabado a partir de un dibujo de H. Vernet)

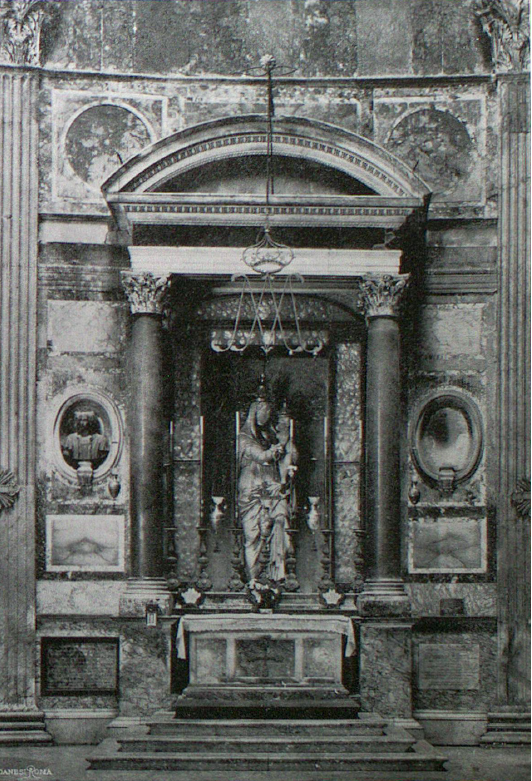
El retablo y altar (tras el que se encontraba la tumba) antes de las intervenciones de 1911.

Finalmente, el 14 de septiembre de 1833 se descubrió un arco bajo la hornacina de la Madonna del Sasso, en que se situaban una serie de restos óseos que fueron identificados preliminarmente como los de Rafael. Los restos fueron dibujados en su posición original por el pintor Vincenzo Camuccini, y se encargó al profesor barón Antonio Trasmondi su estudio, para poder confirmar científicamente si se trataba de los restos de Rafael. Trasmondo emitió un informe positivo y los restos fueron ubicados de nuevo en el lugar. Surgió entonces una disputa sobre si erigir un sepulcro monumental o mantener la sencillez del existente. Gregorio XVI intervino mandando mantener el sepulcro en las condiciones iniciales, y regalando un frontal de un sarcófago romano para ocultar la tumba. 
La tumba sería objeto de dos reformas posteriores: la realizada en 1911 por Antonio Muñoz; y la de Alberto Terenzio en 1933. 

## Descripción
El sepulcro se encuentra en el marco de un altar lateral del Panteón de Agripa. En concreto el espacio se encuentra presidido por una hornacina que alberga la escultura de la Madonna del Sasso, enmarcado por dos columnas clásicas rematadas por un frontón curvilíneo, igual a las del resto de altares del espacio interior del Panteón. 

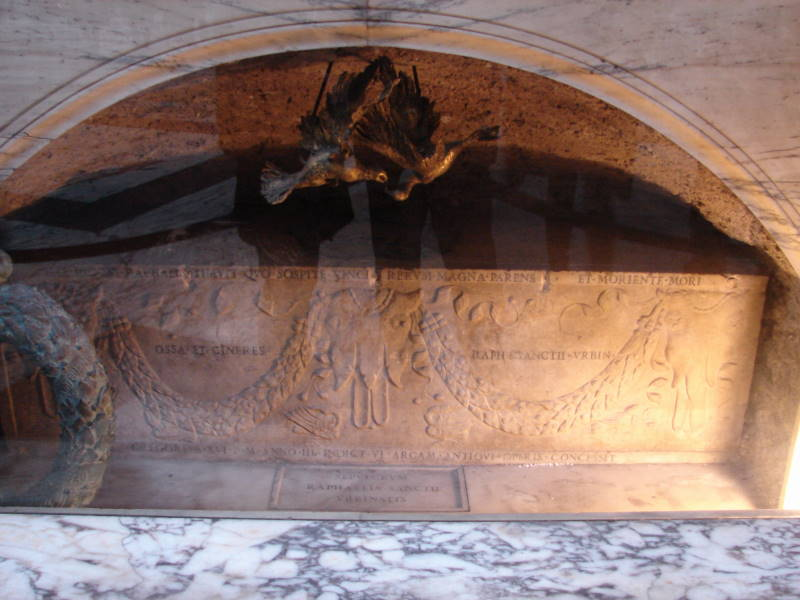
Vista del arco y frontal de sarcófago romano tras el cual se encuentran los restos.

A los pies de la hornacina, se muestra el arco que sirve de base estructura y por delante de este un frente de sarcófago romano de mármol que cuenta con diversas inscripciones. En la parte superior del sarcófago se encuentra la siguiente inscripción latina:
ILLE HIC EST RAPHAEL TIMVIT QVO SOSPITE VINCI RERVM MAGNA PARENS ET MORIENTE MORI (en español, aproximadamente, Aquí yace Rafael, por el que en vida temió ser vencida la naturaleza, y al morir él, temió morir ella.)
A la izquierda del retablo se encuentra un busto en bronce de Rafael, en una hornacina ovalada. Además en las cercanías de la tumba se encuentra sepultada su prometida Maria Bibbiena.

## Valoración
De acuerdo con el biógrafo de Rafael, Leopold Ettlinger:
Es realmente apropiado que el Panteón un antiguo templo transmutado en iglesia cristiana en el corazón de la amada ciudad de Rafael, sea el lugar de descanso del hombre cuyo arte iba a definir lo «clásico» para las generaciones venideras.